# Großsteingrab Ravnsnæs 1
Das Großsteingrab Ravnsnæs 1 war eine megalithische Grabanlage der jungsteinzeitlichen Nordgruppe der Trichterbecherkultur im Kirchspiel Birkerød in der dänischen Kommune Rudersdal. Es wurde 1862 zerstört.

## Lage
Das Grab lag südlich von Ravnsnæs in Birkehave, östlich des Hauses Birkehavevej 12. In der näheren Umgebung gibt bzw. gab es zahlreiche weitere megalithische Grabanlagen.

## Forschungsgeschichte
Das Grab wurde 1862 abgetragen. Im Jahr 1884 führten Mitarbeiter des Dänischen Nationalmuseums eine Dokumentation der Fundstelle durch. Zu dieser Zeit waren keine baulichen Überreste mehr auszumachen.

## Beschreibung

### Architektur
Die Anlage besaß eine runde Hügelschüttung unbekannter Größe. Der Hügel wies eine steinerne Umfassung auf. Der Hügel enthielt eine Grabkammer, die als Ganggrab anzusprechen ist. Sie hatte einen ovalen Grundriss und eine Länge zwischen 4 m und 5 m. Der Kammer war ein ost-westlich orientierter Gang mit einer Länge von 4 m und einer Breite von 1 m vorgelagert.

### Funde
Bei der Zerstörung des Grabes wurden mehrere Grabbeigaben geborgen: Ein geschliffenes schweres spitznackiges Beil und ein Bruchstück eines weiteren, ein geschliffenes dünnblattiges dicknackiges Beil und ein Bruchstück eines Limhamn-Beils. Möglicherweise stammen aus dem Grab ebenfalls ein weiteres Limhamn-Beil, drei geschliffene schwere dicknackige Beile, ein weiteres geschliffenes dünnblattiges dicknackiges Beil und ein Anhänger aus Schiefer. Alle Fundstücke befinden sich heute im Dänischen Nationalmuseum.